# Царенко Максим Володимирович
Царенко Максим Володимирович (нар. 24 січня 1975, м. Слуцьк Мінської області, Білорусь) — український журналіст, історик, громадський діяч, фалерист, член Українського геральдичного товариства.

## Біографія
Народився 24 січня 1975 р. у м. Слуцьк Мінської області (нині — Республіка Білорусь). З 1975 р. проживає у м. Вінниці.
1983 року вступив до Вінницької середньої школи № 4 ім. Д. І. Менделєєва, яку закінчив 1992 року із срібною медаллю.
Того ж року вступив на історичний факультет Вінницького державного педагогічного інституту (без вступних іспитів — як переможець Всеукраїнської олімпіади школярів з правових знань).
Влітку 1995 року Максим Царенко, студент IV курсу Вінницького державного педагогічного інституту, був загоновим вожатим оздоровчого табору «Червоні вітрила» (м. Євпаторія). 22 червня він заступив на чергування. Помітивши незнайомця, що вкидав підпалений пакунок у спальню дівчат на першому поверсі, забіг до приміщення та побачив вибуховий пристрій з бікфордовим шнуром, що вже догорав, на ліжку однієї з дівчат. Не вагаючись, Максим виніс пристрій, але вже за межами кімнати він вибухнув прямо у руках. Внаслідок вибуху Максим втратив руку та зазнав тяжких пошкоджень.
Після лікування продовжив навчання. В 1997 р. закінчив з відзнакою історичний факультет Вінницького державного педагогічного інституту, в 2006 р. — аспірантуру. Декілька років працював у освіті.
У 1997—2002 рр. працював вчителем історії та основ правознавства у школах м. Вінниці. За якісну підготовку учнів до предметних олімпіад неодноразово відзначався подяками та грамотами обласного управління освіти і науки, Вінницької обласної державної адміністрації та Вінницької обласної ради, Вінницького міського голови.
У 2003 р. вступив до аспірантури Вінницького державного педагогічного університету ім. М. І. Коцюбинського, яку закінчив 2006 р.
У 2005 році, будучи аспірантом та членом партії СДПУ (о), був у списку кандидатів у народні депутати України Опозиційного блоку «Не так!» (№349 у списку кандидатів).
Після завершення аспірантури присвятив себе професійній журналістиці. У 2006—2007 рр. працював кореспондентом, завідувачем відділу, заступником головного редактора, першим заступником головного редактора ОКО "Редакція газети Вінницької обласної ради «Подолія». У 2008—2009 рр. — завідувач відділу ОКП "Редакція газети Вінницької обласної ради «Вінниччина».
У 2009—2010 рр. — радник голови Вінницької обласної державної адміністрації.
У 2011—2012 рр. — менеджер з інформації ІА «Регіон-інформ».
З 2013 р. — помічник-консультант народного депутата України Домбровського О. Г., керівник громадської приймальні.
17 травня 2018 року Царенко повідомив що у нього було проведено обшук.

## Громадська діяльність, захоплення
Член Національної спілки журналістів України з 2002 р. Член Українського геральдичного товариства з 1997 р.
Член ВГО «Країна» з 2015 р. Член Ради Ордену Нескорених з 2018 р.
Зі студентських років цікавився військовою історією та символікою, геральдикою та фалеристикою.
У 2008 р. у співавторстві з Легуном Ю. В. та Савчуком Ю. К. розробив проекти герба і прапора Вінницького району.
У 2014 р. розробив проект прапора 9-го батальйону територіальної оборони Вінницької області (нині — 9-й мотопіхотний батальйон 59-ї окремої мотопіхотної бригади, в/ч В-2248).
У 2016 р. розробив проекти гербів та прапорів для територіальних громад Вінницького району — сіл Дорожнє та Юзвин.
Максим Царенко є автором понад 50 наукових публікацій у друкованих та електронних виданнях України, Польщі, США, Канади та Росії, присвячених історії і сьогоденню військової символіки, територіальної геральдики та вексилології, фалеристики.
3 2016 р. — член робочих груп з вдосконалення державних символів та нагородної системи, створених при Верховній Раді України.
У 2016—2017 рр. спільно з ВГО «Країна» реалізував медіа-проект «Фалеристичний Хронограф» — щоденні розповіді про події у вітчизняній та світовій фалеристиці.

## Державні нагороди, відомчі заохочувальні відзнаки, ранги
- 23 серпня 1995 року за виняткову особисту мужність і героїзм, сміливі та рішучі дії, виявлені при врятуванні дітей в умовах, пов'язаних з ризиком для життя, нагороджений найвищою на той час нагородою України за мужність — відзнакою Президента України —  зіркою «За мужність»[10] (зірка № 002).
- 7 лютого 1996 року указом Президента Російської Федерації нагороджений орденом орденом Мужності[11] (знак ордена № 10316).
- 3 жовтня 1995 р. наказом Голови СБУ відзначений Грамотою Служби безпеки України.
- У 2005 року нагороджений Міжнародний Ордену Святого Станіслава IV ступеня.[12]
- 7-й ранг державного службовця присвоєно у 2013 р.
- 10 липня 2015 р. наказом ВГО «Звитяга» нагородений медаллю «За збереження історії».[13]

Також відзначений низкою знаків народної пошани, громадських нагород.

## Родина
Одружений. Разом з дружиною — Царенко Оленою Вікторівною — виховують сина Максима (нар. 1 травня 2003 р.).